# Tippmannia bucki
Tippmannia bucki là một loài bọ cánh cứng trong họ Cerambycidae.